# 2194 Arpola
2194 Arpola هو كويكب، يقع ضمن حزام الكويكبات. اكتشف في 3 أبريل 1940. وقد اكتشفه يرجو فايسالا.

## روابط خارجية
- 2194 Arpola في قاعدة بيانات مختبر الدفع النفاث لأجرام النظام الشمسي الصغيرة

- الاكتشاف · مخطط المدار ·  العناصر المدارية · المعلمات المادية

- 2194 Arpola على موقع ويكي سكاي: DSS2, SDSS, GALEX, IRAS, Hydrogen α, X-Ray, Astrophoto, Sky Map, Articles and images